# Knights of Labor
A Knights of Labor (K of L), hivatalosan Noble and Holy Order of the Knights of Labor, egy amerikai munkásszövetség volt, amely a 19. század végén, különösen az 1880-as években volt aktív. Az Amerikai Egyesült Államokban és Kanadában is működött, és Nagy-Britanniában és Ausztráliában is voltak fiókszervezetei, legfontosabb vezetője Terence V. Powderly volt. A Knights of Labor a munkások társadalmi és kulturális felemelkedését szorgalmazta, és követelte a nyolcórás munkanapot. Egyes esetekben szakszervezetként működött, tárgyalásokat folytatott a munkaadókkal, de soha nem volt jól szervezett vagy finanszírozott. Figyelemre méltó volt a nemek és fajok közötti szerveződésre irányuló törekvése, valamint a szakképzett és képzetlen munkaerő bevonása. Az 1880-as évek közepén bekövetkezett gyors terjeszkedés után hirtelen elvesztette új tagjait, és ismét kis létszámúvá vált. A Knights of Labor azonban az Egyesült Államok fehér munkásosztályának első tömegszervezeteként szolgált.
Uriah Stephens alapította 1869. december 28-án, 1880-ban elérte a 28 000 tagot, majd 1884-ben 100 000-re ugrott. 1886-ra a munkások 20%-a, közel 800 000 tag csatlakozott hozzá. 1886-ban a gyarló szervezeti struktúrája nem tudott megbirkózni azzal, hogy a Haymarket téri lázadással való összefüggés vádjai, erőszakos cselekmények és rágalmak sújtották. A legtöbb tag 1886-1887-ben elhagyta a mozgalmat, 1890-ben legfeljebb 100 000 tag maradt. Sokan úgy döntöttek, hogy a sokféle problémával foglalkozó KOL helyett olyan csoportokhoz csatlakoznak, amelyek segítettek a sajátos szükségleteik azonosításában. Az 1893-ban a pánik megszüntette a Knights of Labor jelentőségét. 1949-ig a Knights of Labor maradványai továbbra is fennmaradtak, amikor a csoport utolsó 50 tagú helyi szervezete megszüntette a tagságát.